# 地佐辛
地佐辛是一种具有镇痛作用的精神药物，一般在临床上采用肌肉或静脉注射的方式施药。常用于手术后镇痛以及由内脏、癌症引发的疼痛。该药剂药效比哌替啶强、成瘾性小、注射后十多分钟就可见效。